# 一槌定音
《一槌定音》是中国中央电视台的一个电视节目，在中国中央电视台财经频道播出。

## 前身
突出群众参与互动《鉴宝》现场节目的持宝人，有的是《艺术品投资》栏目《收藏故事》节目中的主人公，有的是从全国各地的来信观众中挑选他们拿出自己的藏品，让观众大开眼界，持宝人专家和现场观众共辨真伪判断价值。

## 收费
一槌定音不收取任何费用，但有藏友打开假网站上当。